# 牛巷坊炮楼
牛巷坊炮楼，是深圳市历史建筑之一，位于中国广东省深圳市福田区福田街道福田社区福田村牛巷坊129号。该建筑物建于民國時代，属于近現代建築，为傳統民居。